# Isla Nijhum Dwip
La Isla Nijhum Dwip literalmente "Isla Silencio" (Bengalí: নিঝুম দ্বীপ) es una pequeña isla en el subdistrito (upazila) Hatiya. Está situado en el distrito Noakhali en Bangladés. Antes también fue llamada Char Osman.

## Historia
No fue ocupada hasta 1970, hasta entonces sólo era visitada temporalmente. En el momento en que fue llamada Nijhum Dwip (la isla tranquila o silenciosa) se incluyó en la circunscripción Hatiya después de su poblamiento permanente. A continuación, debido a la erosión de la ribera en zonas cercanas, especialmente en Hatiya, gente de Shahbajpur Ramgati emigraron a la isla como nuevos colonos.

## Población
La población en Nijhum Dwip en 2001 fue de 10.670. Sus principales ocupaciones son el cultivo, la pesca y la ganadería. La isla produce verduras. Sin embargo la isla sufre de calamidades naturales y la vida es dura y arriesgada.

## Situación actual
Nijhum Dwip actualmente cuenta con seis grandes bazares, principalmente con tiendas de comestibles, restaurantes y farmacias. Estos bazares son los únicos lugares en las islas que cuentan con energía eléctrica proveniente de las generadoras. El departamento forestal del gobierno de Bangladés creó los bosques de manglares en Nijhum Dwip. El tipo más importante de árboles que se plantan en la isla son los Keora, también conocidos como Kerfa, que tiene raíces de rápido crecimiento para la explotación de la tierra arenosa. La planta también suministra pilares para las casas, materiales para la fabricación de barcos e implementos agrícolas, y el combustible para uso doméstico. En 2001, el gobierno de Bangladés declaró los bosques de Nijhum Dwip como parque nacional.